# Nestorův palác

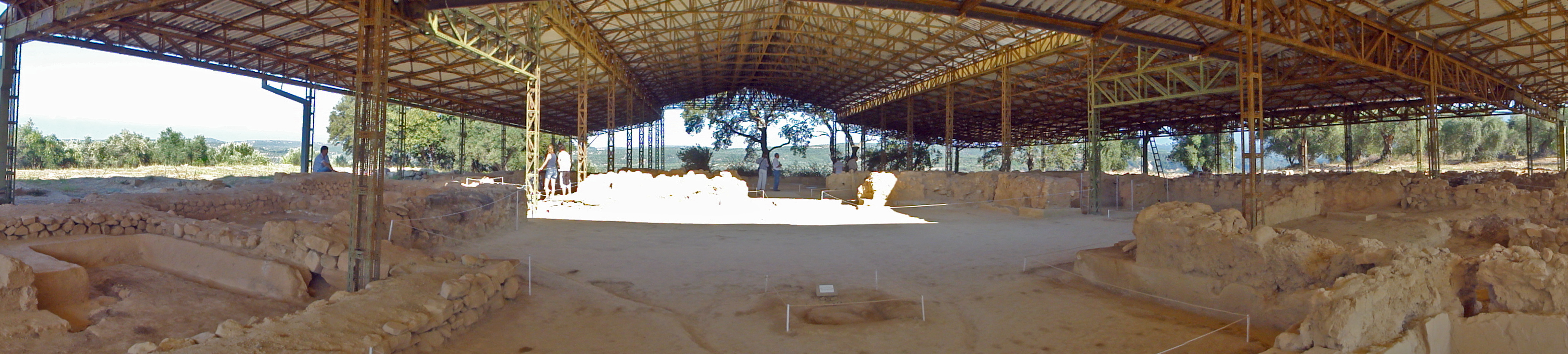
Zastřešený odkryv Nestorova paláce

Tzv. Nestórův palác v Pylu (řecky Ἀνάκτορον Νέστορος) se nachází na jihozápadním pobřeží Messénie asi 65 km západně od Sparty. Podle pověsti byl založen Néleem, synem Poseidóna a Tyró.

## Lokalita
Archeologická lokalita Epano Englianos se nachází asi 9 kilometrů severovýchodně od zálivu Navarino, u nějž se nachází zbytky klasického města Koryfasion. Lokalita se nachází na kopci v nadmořské výšce 150 metrů, na ploše 170 na 90 metrů.

## Výzkum
První odkryv na sídlišti z doby bronzové v lokalitě Epano Englianos (Επάνω Εγκλιανός) byl zahájen 4. dubna 1939, během první sezony bylo objeveno kolem 1000 hliněných tabulek s lineárním písmem B, kamenné zdi, fragmenty fresek a mykénské keramiky. Další práce ale zastavila druhá světová válka. Další výzkumy na sídlišti započal v roce 1952 Carl Blegen z univerzity v Cincinnati.
Blegen na této lokalitě vykopal zbytky velkého královského paláce mykénské kultury, který nazval „Nestórův“, podle postavy Néleova syna Nestóra, jenž v Homérově Illiadě vládl Písečnému Pylu.
Podle nálezů keramiky lze soudit, že akropole byla osídlena již ve středně helladském období. V její blízkosti bylo nalezeno mnoho mykénských hrobek, a to jak tholoi, tak i komorových, většinou z 15. století př. n. l. Palác samotný je pak datován do 13. století př. n. l., a byl zničen kolem roku 1200 př. n. l., pravděpodobně při vpádu mořských národů. Lokalita byla definitivně opuštěna během 8. století př. n. l. a během klasického období zřejmě upadla v zapomnění.
Stěny paláce jsou tvořeny z opracovaných kamenů spojených hlínou. Oproti jiným mykénským palácům, např. v Mykénách nebo v Tíryntu, při jeho stavbě nebylo použito kyklopské zdivo. Palác také zřejmě neměl žádné opevnění. Navíc se nejedná pouze o jednu stavbu, nýbrž o komplex čtyř od sebe oddělených budov: dvou obytného a ceremoniálního charakteru, jedné dílny a jednoho skladiště na víno.
Nestórův palác v Pylu je dnes vedle Mykén a Tíryntu nejlépe dochovaným centrem mykénské kultury. Jeho základy se zachovaly v poměrně málo porušeném stavu a poskytují nám názorný obraz královského paláce z pozdní doby bronzové. Vzhledem ke své poloze na západním okraji mykénského světa a relativně krátké historii se spíše jeví jako silné obchodní středisko. Jeho velká skladiště nám ukazují, že palác hrál ve svém regionu aktivní ekonomickou roli především v distribuci zemědělských produktů.
V květnu 2013 byla lokalita uzavřena návštěvníkům, bylo odstraněno zastřešení z 60. let 20. století, které bylo následně nahrazeno moderní konstrukcí.

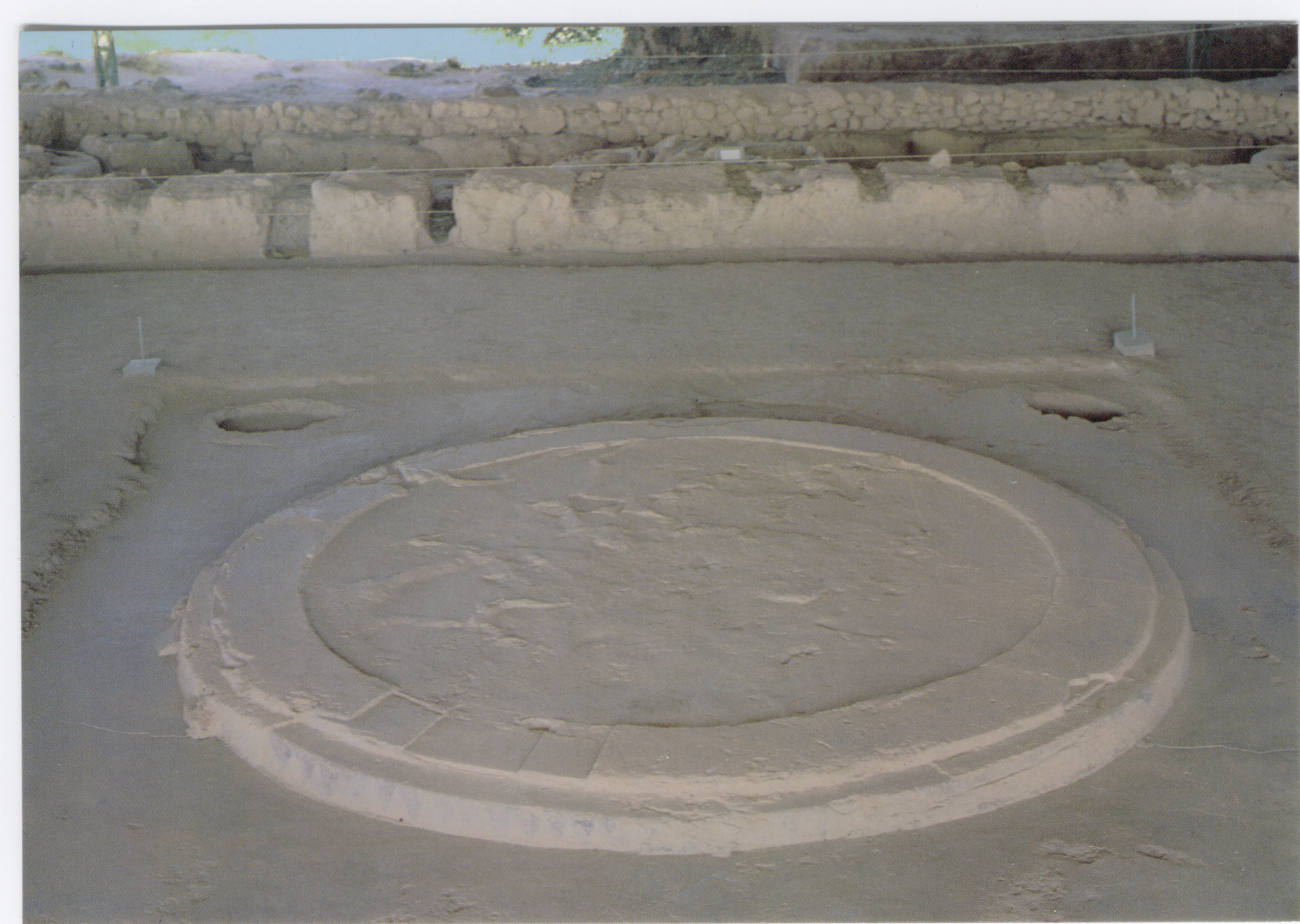
4. megaron
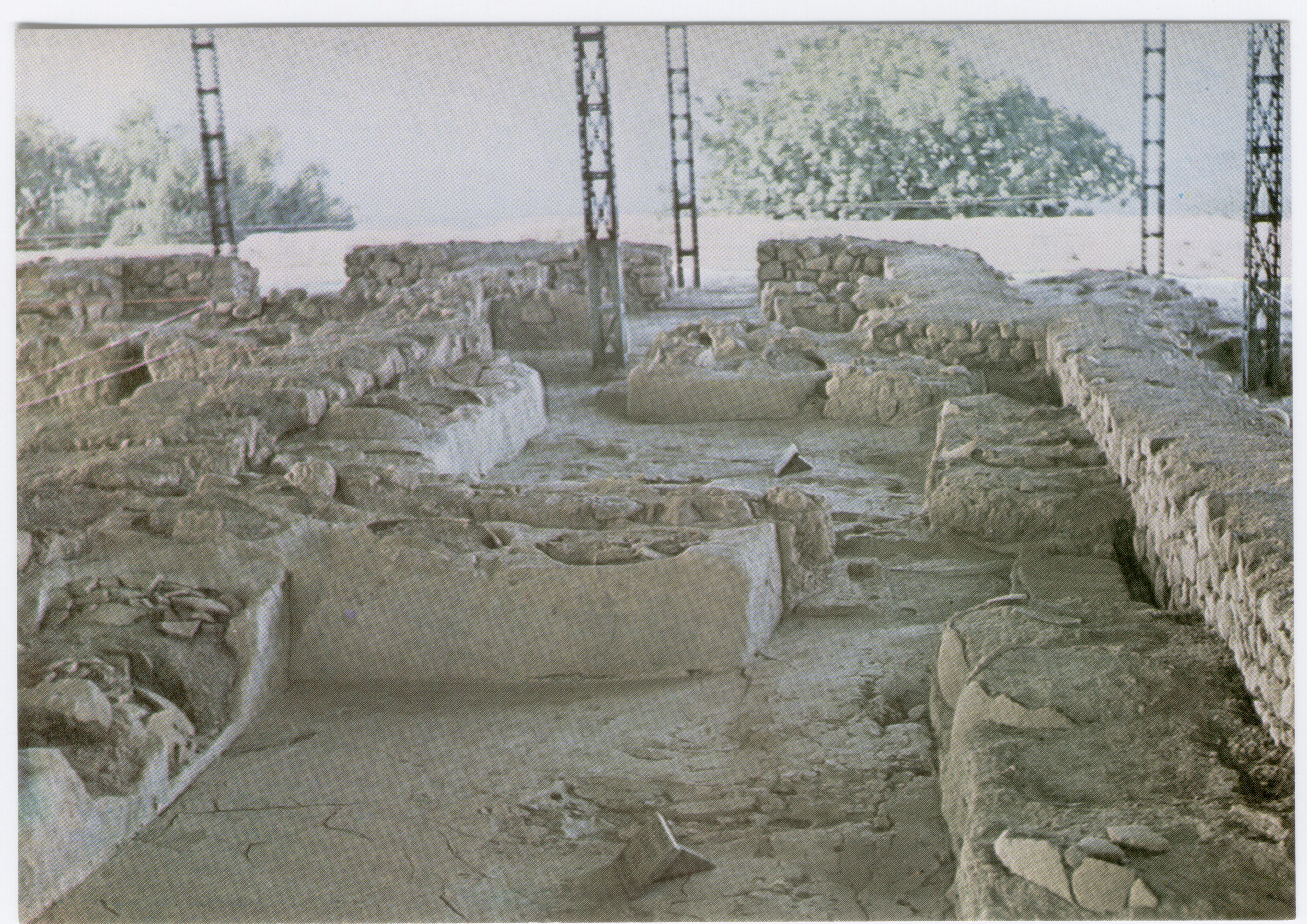
5. sklad olivového oleje
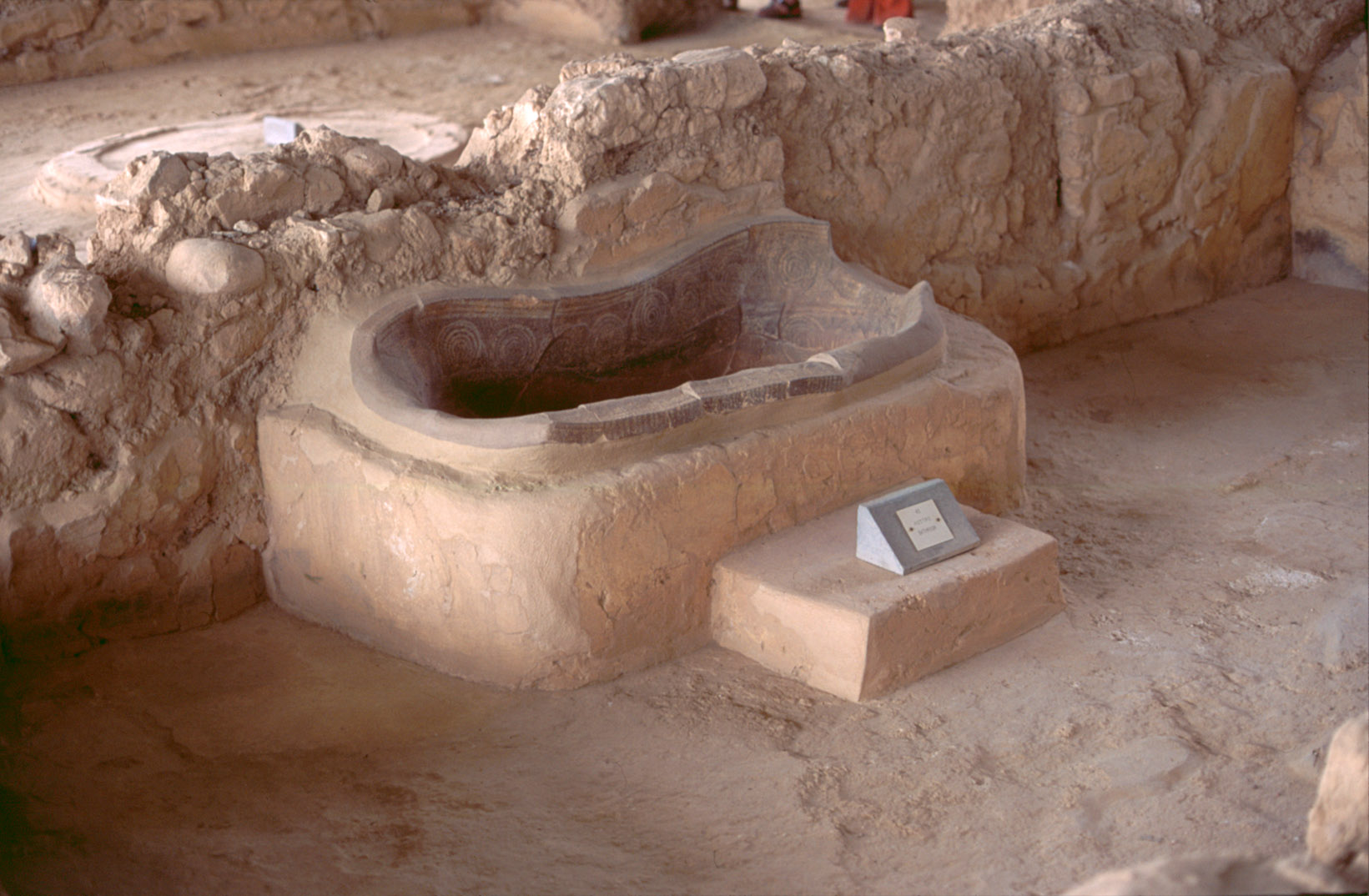
9. kamenná vana